# Atenaida (vident)
Atenaida (en grec antic: Ἀθηναΐς, Athēnaís, llatí: Athenais) va ser una endevina grega nascuda a Èritres de Jònia en temps d'Alexandre el Gran, cap al segle iv aC.
Estrabó diu que era profetessa, i la compara amb la sibil·la originària de la mateixa ciutat. També diu que va ser ella qui va proclamar l'origen diví d'Alexandre.